# 武田真一
武田真一（1967年9月15日—），日本播報員，出生於熊本縣高森町，畢業於筑波大學第一學群社會學類。1990年进入NHK，于2023年3月自NHK退休，转为自由播報員。

## 自由主持人时期擔任節目
- 日本电视台每周一至周四9:00（JST）《DayDay.（日语：DayDay.）》（2023年4月3日-）

## 播報及主持節目經歷
- 《NHK午間新聞》（NHKニュース (正午)）
- 《首都圈新聞》（首都圏ニュース）
- 《NHK六點新聞》（NHKニュース (午後6時)）
- 《NHK特集》（NHKスペシャル）
- 《NHK7點新聞》（NHKニュース7）
- 《第67回NHK红白歌合战》总主持人
- 各節臨時插播新聞
- 選舉特別報導
- 《今日焦點》
- 《周五5点新闻》（ニュース きん5時）（2021年4月2日 - ）
- 《列岛新闻》（列島ニュース）（2021年4月7日 - ）
- 《关西新闻》（関西のニュース）

## 外部連結
- http://cgi4.nhk.or.jp/a-room/search/detail.cgi?id=298 （页面存档备份，存于）

| 前任： 阿部渉 2006年4月3日 - 2008年3月30日 | 《NHK7點新聞》主播 2008年3月31日 - 2017年3月31日 | 繼任： 铃木奈穗子 2017年4月3日 - |

1. ↑  . スポニチ Sponichi Annex.   [2024-03-21]. （原始内容存档于2024-03-22） （日语）.